# Association des régions frontalières européennes
Pour les articles homonymes, voir Arfe.
L'Association des régions frontalières Européennes (ARFE) (en anglais : Association of European Border Regions, AEBR) est une association regroupant les régions européennes frontalières ou transfrontalières.

## Histoire
L'idée de créer une association européenne, un « syndicat pour les régions frontalières », est née en 1965 au Congrès international des planificateurs pour les régions à Bâle sous forme d'une conférence permanente. La conférence prend donc le nom d'Association des régions frontalières européennes (ARFE). La déclaration officielle a lieu en septembre 1971 à Bonn, en Allemagne.
En 1972 et en 1975, l'ARFE organise les deux premières Conférences européennes des régions frontalières du Conseil de l'Europe à Strasbourg et à Innsbruck. À la fin des années 1970, l'association participe aux travaux préparatoires de la Convention-cadre européenne sur la coopération transfrontalière des collectivités ou autorités territoriales.
En 1981, l'ARFE participe à la rédaction d'un rapport du Parlement européen sur le renforcement de la coopération transfrontalière. Le 11 novembre de la même année, les membres de l'association adoptent la Charte des régions européennes frontalières et transfrontalières.
En 1982, l'ARFE compte d'ores et déjà quinze régions membres, situées essentiellement le long de la frontière occidentale de l'Allemagne, mais également entre l'Autriche et l'Italie.
En 1984, l'ARFE organise la troisième Conférence européenne des régions frontalières du Conseil de l'Europe à Borken, en Allemagne. L'association participe également activement aux conférences suivantes qui se tiennent à Saragosse, en Espagne, en 1987, à Rovaniemi, en Finlande, en 1991, à Ljubljana, en Slovénie, en 1994 et à Timișoara, en Roumanie, en 1997.
En 1995, la Charte des régions européennes frontalières et transfrontalières est révisée et, une année plus tard, le premier guide pratique de la coopération transfrontalière est publié. Il sera révisé en 2000. En 1996 toujours, l'ARFE rend un rapport sur la coopération transfrontalière au Parlement européen.
En 2001, l'ARFE célèbre ses trente ans et publie une brochure intitulée 30 years of working together. La même année, elle effectue une étude pour le Comité européen des régions intitulée Transeuropean Co-operation between Territorial Authorities – New challenges and future steps necessary. Une nouvelle étude sera réalisée en 2004, pour la Commission cette fois: Towards a new Community legal instrument facilitating public-law based trans-European co-operation among territorial authorities in the European Union.

## Présidents
- 2020 - présent: Karl-Heinz Lambertz
- 2019 - 2020: Ann-Sofi Backgren
- 2017 - 2019: Oliver Paasch
- 2010 - 2017: Karl-Heinz Lambertz
- 2004 - 2009: Lambert van Nistelrooij
- 1996 - 2004: Joan Vallvé i Ribera
- 1984 - 1996: Karl Ahrens
- 1979 - 1983: Wolfgang Schäuble
- 1975 - 1979: Horst Gerlach
- 1971 - 1975: Alfred Mozer

## Membres
L'Association des régions frontalières européennes compte aussi bien des régions "nationales" que des régions transfrontalières parmi ses membres, ainsi que la Slovénie et le Conseil nordique.

### Régions
- Allemagne: Regionalverband Hochrhein - Bodensee, Regionalverband Südlicher Oberrhein.
- Espagne: Aragon, Catalogne, Pays basque, Navarre.
- France: Alsace, Aquitaine, Midi-Pyrénées, Languedoc-Roussillon.
- Grèce: Macédoine-Orientale-et-Thrace.
- Italie: Frioul-Vénétie Julienne, Province autonome de Bolzano, Province autonome de Trente, Trentin-Haut-Adige, Vénétie.
- Slovénie: la Slovénie, qui n'a pas d'échelon régional, est membre de l'ARFE.

### Régions transfrontalières
- Arge Alp (en)
- Castille-et-León - Centro (Espagne - Portugal)
- Castille-et-León - Norte (Espagne - Portugal)
- Comité régional franco-genevois (France - Suisse)
- Comité de l'Øresund (da) (Danemark - Suède)
- East Border Region Committee (Irlande - Royaume-Uni)
- Ems Dollart Region (en) (EDR) (Allemagne - Pays-Bas)
- Estrémadure - Alentejo (Espagne - Portugal)
- Estrémadure - Centro (Espagne - Portugal)
- Euregio Meuse-Rhin (Allemagne- Belgique - Pays-Bas)
- Euregio Bayerischer Wald – Böhmerwald (de) (Allemagne - Autriche - République tchèque)
- Euregio Egrensis (de) (Allemagne - République tchèque)
- Euregio Inn-Salzach (Allemagne-Autriche)
- Euregio Karelia (Finlande-Russie)
- Euregio Meuse-Rhin (Allemagne-Belgique-Pays-Bas)
- Euregio Pskov-Livonia (Estonie-Lettonie-Russie)
- Euregio Rhein-Maas-Nord (de) (Allemagne - Pays-Bas)
- Euregio Rhein-Waal (de) (Allemagne - Pays-Bas)
- Euregio Salzburg - Berchtesgadener Land - Traunstein (de) (Allemagne-Autriche)
- Euregio Scheldemond (Belgique - Pays-Bas)
- Euregio Silva Nortica (Autriche - République tchèque)
- Eurorégion Bílé - Biele Karpaty (République tchèque - Slovaquie)
- Eurorégion Bug (pl) (Biélorussie, Pologne, Ukraine)
- Eurorégion du Bas Danube (Moldavie-Roumanie-Ukraine)
- Eurorégion Danubius (Bulgarie-Roumanie)
- Eurorégion DKMT (en) (Hongrie-Roumanie-Serbie)
- Eurorégion Drina-Sava-Majevica (Bosnie, Croatie, Serbie)
- Eurorégion ELBE/LABE (Allemagne - République tchèque)
- Eurorégion Erzgebirge - Krušnohoří (Allemagne - République tchèque)
- Eurorégion Evros - Maritsa - Meric (Grèce-Bulgarie-Turquie)
- Eurorégion Hajdú-Bihar - Bihor (Hongrie-Roumanie)
- Eurorégion Ipel' - Ipoly (Slovaquie-Hongrie)
- Euroregion Neiße-Nisa-Nysa (Allemagne - République tchèque - Pologne)
- Euregion Nemunas (Biélorussie - Lituanie - Pologne - Russie)
- Eurorégion Nestos-Mesta (Bulgarie-Grèce)
- Euroregion Nishava (Bulgarie-Serbie)
- Eurorégion Pays des lacs (Lettonie-Lituanie-Biélorussie)
- Eurorégion Polis - TrakiaKent - RAM Trakia (Grèce-Bulgarie-Turquie)
- Euroregion Pomerania (Allemagne - Pologne - Suède)
- Eurorégion Rhodopi (Bulgarie-Grèce)
- Eurorégion Roussé-Giurgiu (Bulgarie-Roumanie)
- Euroregion Saule (Lettonie - Lituanie - Russie)
- Eurorégion Siret-Prut-Nistre (Moldavie-Roumanie)
- Eurorégion Slobozhanschina (Russie-Ukraine)
- Euroregion Spree-Neiße-Bóbr-Sprewa-Nysa-Bóbr (Allemagne - Pologne)
- Eurorégion Stara Planina (Bulgarie-Serbie)
- Eurorégion Strymon-Strouma (Bulgarie-Grèce)
- Eurorégion Tatry (Pologne-Slovaquie)
- Eurorégion Těšínské Slezsko - Śląsk Cieszyński (République tchèque - Pologne)
- Eurorégion Vagus - Danubius - Ipolia (Hongrie-Slovaquie)
- Eurorégion Yaroslavna (Russie - Ukraine)
- Galicie - Norte (Espagne - Portugal)
- Grande Région
- Irish Central Border Area Network (Irlande - Royaume-Uni)
- Kvarkenrådet (Finlande - Suède)
- Regio Insubrica (Suisse - Italie)
- Regio Pamina (Allemagne-France)
- RegioTriRhena (Allemagne - France - Suisse)
- Region Sønderjylland - Schleswig (Danemark - Allemagne)
- North West Region Cross Border Group (Irlande - Royaume-Uni)
- Tornedalsrådet - Bothnian Arc (Finlande - Norvège - Suède)
- Värmland - Hedmark - Akershus - Østfold (Suède - Norvège)

## Liens
- (en) Site internet de l'ARFE